# Demétrio III Eucero
Demétrio III Eucero, foi um dos últimos reis da dinastia selêucida. Ele era irmão do último rei selêucida, Antíoco XII Dionísio.

## Família
Ele era o quarto filho de Antíoco Gripo; seus irmãos mais velhos foram Seleuco VI Epifânio Nicátor, Antíoco XI Epifânio Filadelfo e Filipe I Filadelfo.

## Reino
Demétrio III Filopátor, que vivia em Cnido, foi colocado como rei de Damasco por Ptolemeu Látiro, enquanto seus irmãos e primos reinavam sobre outras partes da Síria.

## Invasão da Judeia
Obodas I, rei dos árabes, derrotou Alexandre Janeu, que se refugiou em Jerusalém, mas era odiado pelos judeus; quando Alexandre perguntou o que ele poderia fazer para agradá-los, eles disseram que ele poderia se matar. Neste contexto, os judeus chamaram Demétrio Eucerus para ajudá-los.

## Luta contra Alexandre Janeu
Demétrio compareceu com seu exército, e recebeu ajuda de alguns judeus. Alexandre Janeu tinha mil cavaleiros e oito mil mercenários de infantaria, e dez mil judeus. As forças de Demétrio eram três mil cavaleiros e quatorze mil soldados de infantaria. Tanto Demétrio tentou que os gregos de Alexandre desertassem, quanto Alexandre tentou que os judeus de Demétrio desertassem, mas como não houve deserções, os dois exércitos se enfrentaram em batalha, e Demétrio foi vitorioso, porém seis mil judeus, que serviam Demétrio, vendo que Alexandre fugiu para as montanhas, se juntaram a ele. Demétrio, vendo que Alexandre agora era um adversário à altura, se retirou do país.

## Luta contra o próprio irmão Filipe
Demétrio III sitiou seu irmão Filipe I Filadelfo em Bereia, mas Strato, tirano de Bereia e aliado de Filipe chamou Zizon, chefe das tribos árabes, e Mitrídates Sinax, rei dos partas, que atacaram as forças de Demétrio e o capturaram.

## Morte
Demétrio III foi levado como prisioneiro por Mitrídates Sinax para a Pártia, sendo tratado com honra, e terminando seus dias morrendo de doença. 

## Consequências
Seu irmão Antíoco XII Dionísio, também irmão de Filipe I Filadelfo, tomou Damasco, que foi em seguida retomada por Filipe.